# آموزش زبان عربی
آموزش زبان عربی کتابی از آذرتاش آذرنوش است که در سال ۱۳۶۶ منتشر و در مراسم کتاب سال جمهوری اسلامی ایران به‌عنوان کتاب شایسته تقدیر معرفی شد.